# Charles Tate Regan

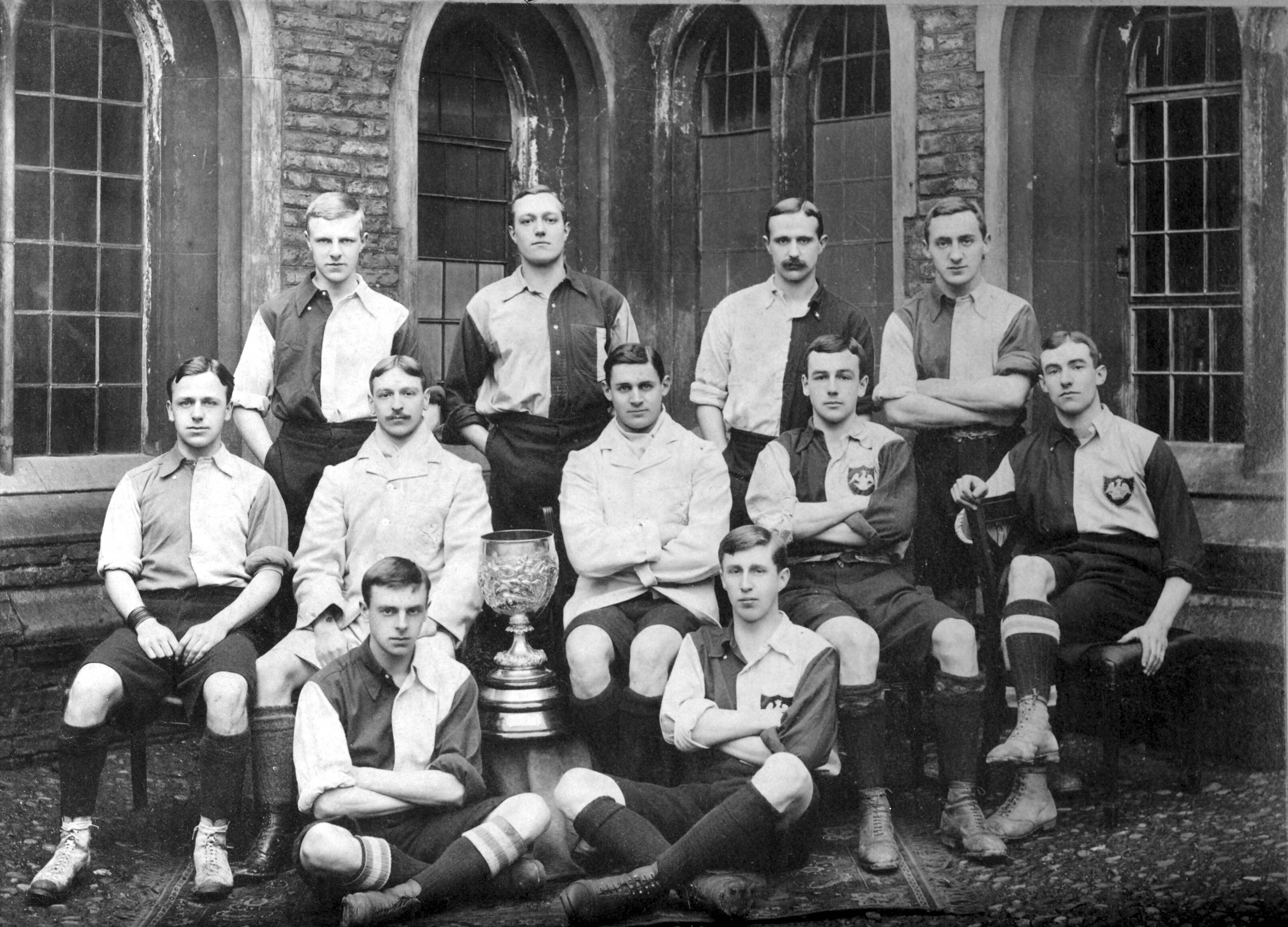
Charles Tate Regan längst till höger i mitten, fotograferad under sin tid i Queens' College Cambridge fotbollslag 1900–1901.

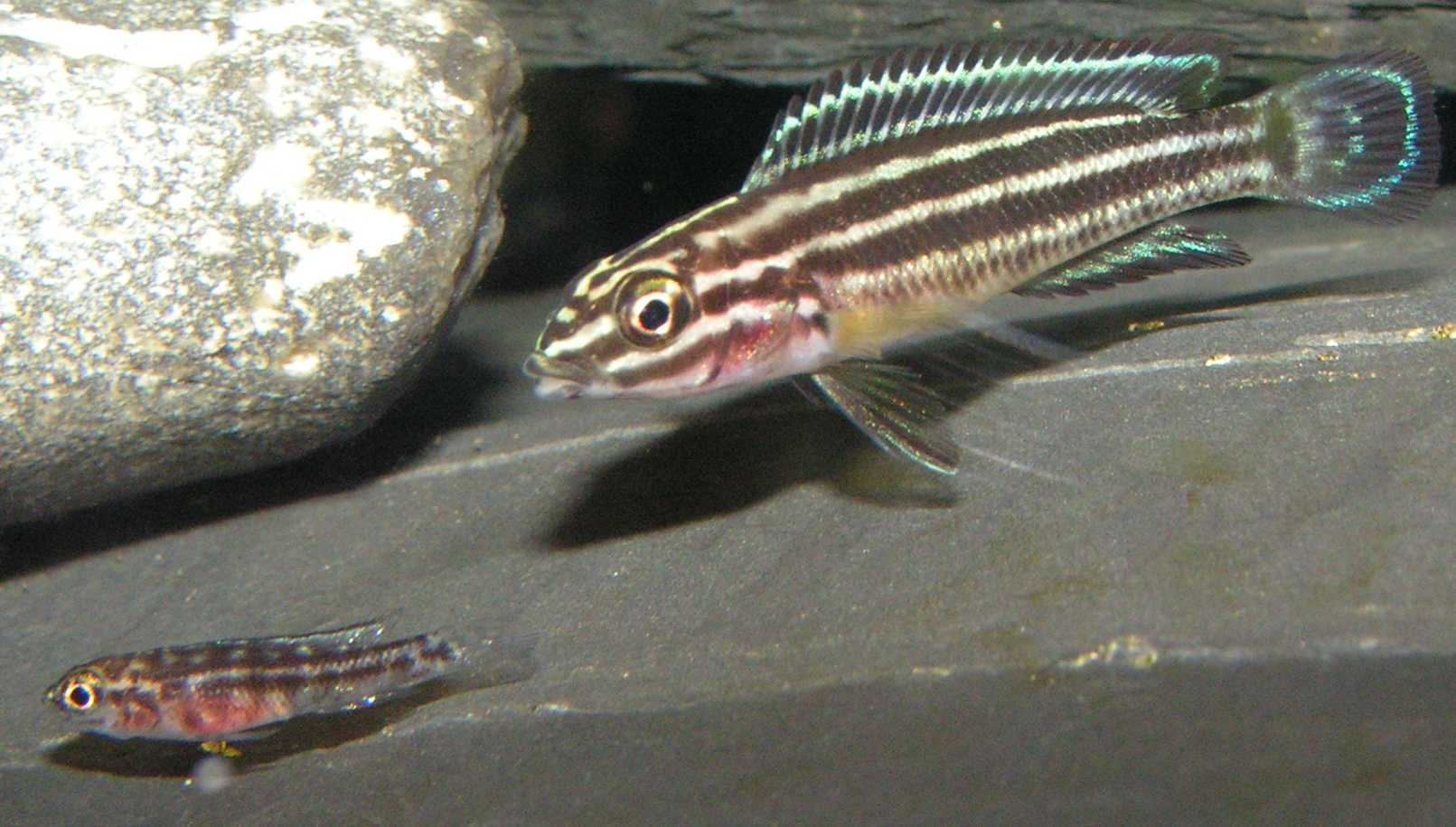
Ciklidarten Julidochromis regani från Tanganyikasjön är uppkallad efter Charles Tate Regan.

Charles Tate Regan, född 1 februari 1878 i Sherborne i Dorset, död 12 januari 1943, var en brittisk iktyolog. 
Regan beskrev ett stort antal fiskar och namngav dem vetenskapligt. År 1917 blev han invald i Royal Society.
Auktorsnamnet Regan kan användas för Charles Tate Regan i samband med ett vetenskapligt namn inom zoologin; se Wikipedia-artiklar som länkar till auktorsnamnet.

## Patronymer
Följande fiskar utgör ett urval av de arter som uppkallats efter Charles Tate Regan:

- Anadoras regani
- Apistogramma regani
- Apogonichthyoides regani
- Astroblepus regani
- Callionymus regani
- Cetostoma regani
- Crenicichla regani
- Diaphus regani
- Engyprosopon regani
- Gambusia regani
- Pareiorhaphis regani
- Hoplichthys regani
- Hypostomus regani
- Julidochromis regani
- Lycozoarces regani
- Neosalanx reganius
- Symphurus regani
- Trichomycterus regani
- Tylochromis regani
- Paraneetroplus regani
- Zebrias regani